# Grand Prix Argentiny 1973
Grand Prix Argentiny 1973 (oficiálně X Gran Premio de la Republica Argentina) se jela na okruhu Autódromo Oscar y Juan Gálvez v Buenos Aires v Argentině dne 28. ledna 1973. Závod byl prvním v pořadí v sezóně 1973 šampionátu Formule 1.

## Závod
| Poř.   | No. | Jezdec               | Konstruktér       | Počet kol | Čas/Odstoupení | Pořadí na startu | Body |
| ------ | --- | -------------------- | ----------------- | --------- | -------------- | ---------------- | ---- |
| 1      | 2   | Emerson Fittipaldi   | Lotus-Ford        | 96        | 1:56:18.22     | 2                | 9    |
| 2      | 8   | François Cevert      | Tyrrell-Ford      | 96        | + 4.69         | 6                | 6    |
| 3      | 6   | Jackie Stewart       | Tyrrell-Ford      | 96        | + 33.19        | 4                | 4    |
| 4      | 18  | Jacky Ickx           | Ferrari           | 96        | + 42.57        | 3                | 3    |
| 5      | 14  | Denny Hulme          | McLaren-Ford      | 95        | + 1 kolo       | 8                | 2    |
| 6      | 12  | Wilson Fittipaldi    | Brabham-Ford      | 95        | + 1 kolo       | 12               | 1    |
| 7      | 32  | Clay Regazzoni       | BRM               | 93        | + 3 kola       | 1                |      |
| 8      | 16  | Peter Revson         | McLaren-Ford      | 92        | + 4 kola       | 11               |      |
| 9      | 20  | Arturo Merzario      | Ferrari           | 92        | + 4 kola       | 14               |      |
| 10     | 22  | Mike Beuttler        | March-Ford        | 90        | Zavěšení       | 18               |      |
| Ret    | 24  | Jean-Pierre Jarier   | March-Ford        | 84        | Chladič        | 17               |      |
| Ret    | 30  | Jean-Pierre Beltoise | BRM               | 79        | Motor          | 7                |      |
| NC     | 38  | Howden Ganley        | Iso-Marlboro-Ford | 79        | Neklasifikován | 19               |      |
| Ret    | 4   | Ronnie Peterson      | Lotus-Ford        | 67        | Tlak oleje     | 5                |      |
| Ret    | 34  | Niki Lauda           | BRM               | 66        | Tlak oleje     | 13               |      |
| Ret    | 10  | Carlos Reutemann     | Brabham-Ford      | 16        | Převodovka     | 9                |      |
| Ret    | 26  | Mike Hailwood        | Surtees-Ford      | 10        | Hřídel         | 10               |      |
| Ret    | 28  | Carlos Pace          | Surtees-Ford      | 10        | Zavěšení       | 15               |      |
| Ret    | 36  | Nanni Galli          | Iso-Marlboro-Ford | 0         | Motor          | 16               |      |
| Zdroj: |     |                      |                   |           |                |                  |      |

## Průběžné pořadí po závodě
Pohár jezdců
| Pořadí | Jezdec             | Body |
| ------ | ------------------ | ---- |
| 1      | Emerson Fittipaldi | 9    |
| 2      | François Cevert    | 6    |
| 3      | Jackie Stewart     | 4    |
| 4      | Jacky Ickx         | 3    |
| 5      | Denny Hulme        | 2    |
| Zdroj: |                    |      |

Pohár konstruktérů
| Pořadí | Konstruktér  | Body |
| ------ | ------------ | ---- |
| 1      | Lotus-Ford   | 9    |
| 2      | Tyrrell-Ford | 6    |
| 3      | Ferrari      | 3    |
| 4      | McLaren-Ford | 2    |
| 5      | Brabham-Ford | 1    |
| Zdroj: |              |      |